# Medal Służby w Korei
Medal Służby w Korei (ang. Korean Service Medal) – odznaczenie Sił Zbrojnych Stanów Zjednoczonych ustanowione 8 listopada 1950 roku rozporządzeniem wykonawczym prezydenta Harry’ego Trumana dla uhonorowania żołnierzy amerykańskich, którzy służyli podczas wojny w Korei i bezpośrednio po niej pomiędzy 27 czerwca 1950 a 27 lipca 1954 roku.

## Historia
Chociaż zawieszenie broni zakończyło działania bojowe w Korei w dniu 27 lipca 1953 roku, Medal za Służbę w Korei był nadawany do lipca 1954 roku ze względu na napięty charakter okupacji i służby garnizonowej bezpośrednio po zawieszeniu broni, a także duże prawdopodobieństwo ponownego ataku ze strony Korei Północnej. Po 1954 roku medal nie był już wydawany, chociaż za służbę w Korei w okresie od 1 października 1966 do 30 czerwca 1974 roku dopuszczono nadawanie Medalu Ekspedycji Sił Zbrojnych. Od 2004 roku nowy medal znany jako Medal Koreańskiej Służby Obronnej jest nadawany członkom sił zbrojnych, którzy służyli w obronie Republiki Korei po 28 lipca 1954 roku.

## Opis
Medal Służby w Korei został zaprojektowany przez Sekcję Heraldyczną Armii. Kolorystyka wstążki wywodzi się z flagi Organizacji Narodów Zjednoczonych, ponieważ to pod auspicjami ONZ (rezolucja Rady Bezpieczeństwa ONZ nr 82) Amerykanie zaangażowali się w wojnę. Sam medal przedstawia „koreańską bramę”, najprawdopodobniej iljumun na awersie otoczoną łukowatym napisem KOREAN SERVICE u góry i symbol taegeuk otoczony napisem UNITED STATES OF AMERICA u góry i wieńcem laurowym u dołu na rewersie.